# 伊藤竜翼
伊藤 竜翼（いとう りゅうすけ、1988年6月23日 - ）は、日本の俳優。
東京都出身。株式会社nora所属。

## 出演

### 映画
- ごくせん THE MOVIE（2009年）佐藤東弥 監督
- 冷たい熱帯魚（2011年）園子温 監督
- 僕たちは世界を変えることができない。（2011年）深作健太 監督
- 闇金ウシジマくん（2012年）山口雅俊 監督
- 映画 ST 赤と白の捜査ファイル（2015年）佐藤東弥 監督
- 新宿スワン（2015年）園子温 監督
- 蝉時雨（2018年）若葉竜也 監督 - 門真国際映画祭 最優秀作品賞受賞
- 来夢来人 (2019年）若葉竜也 監督
- 青春墓場（2023年）奥田庸介 監督 - 第22回 東京フィルメックス・コンペティション

### テレビドラマ
- ごくせん 第3シリーズ（2008年、日本テレビ） - 芦田竜翼 役
- サムライ・ハイスクール（2009年、日本テレビ） - 生徒 役
- WOWOW 連続ドラマ『SOIL ソイル』 第3・4・8話（2010年、WOWOW）
- 仮面ライダーW 最終話（2010年、テレビ朝日）
- ティーンコート 第5話（2012年、日本テレビ）
- 救命病棟24時 第9話（2013年、フジテレビ）
- 土曜プレミアム アウトバーンマル暴の女刑事・八神瑛子（2014年、フジテレビ）
- 最強のオンナ（2014年、MBS）
- エンジェル・ハート（2015年、日本テレビ）
- 群青領域 第6・9話（2021年、NHK）
- 逃亡医F 第4話（2022年、日本テレビ）
- 大河ドラマ『どうする家康』 第13回・第14回（2023年、NHK）

### WEBドラマ
- 龍が如く 魂の詩。（2016年、ゲオチャンネル）
- 紺田照の合法レシピ 2話（2018年、Amazon Prime Video）